# 巴特勒鎮區 (印地安納州富蘭克林縣)
巴特勒鎮區（英語：Butler Township）是位於美國印地安納州富蘭克林縣的一個行政鎮區。

## 地方資料
根據2010年美國人口普查的數據，巴特勒鎮區的面積為78.60平方千米，當中陸地面積為78.40平方千米，而水域面積為0.20平方千米。當地共有人口1318人，而人口密度為每平方千米16.77人。